# Coolville
Coolville és una població dels Estats Units a l'estat d'Ohio. Segons el cens del 2000 Coolville tenia 528 habitants, 213 habitatges, i 148 famílies. La densitat de població era de 242,7 habitants/km².
Dels 213 habitatges en un 29,6% hi vivien nens de menys de 18 anys, en un 53,5% hi vivien parelles casades, en un 11,7% dones solteres, i en un 30,5% no eren unitats familiars. En el 24,9% dels habitatges hi vivien persones soles el 14,6% de les quals corresponia a persones de 65 anys o més que vivien soles. El nombre mitjà de persones vivint en cada habitatge era de 2,48 i el nombre mitjà de persones que vivien en cada família era de 2,94.
Per edats la població es repartia de la següent manera: un 25,9% tenia menys de 18 anys, un 6,4% entre 18 i 24, un 28,2% entre 25 i 44, un 24,1% de 45 a 60 i un 15,3% 65 anys o més.
L'edat mediana era de 36 anys. Per cada 100 dones de 18 o més anys hi havia 91,7 homes.
La renda mediana per habitatge era de 31.731 $ i la renda mediana per família de 37.500 $. Els homes tenien una renda mediana de 38.889 $ mentre que les dones 23.500 $. La renda per capita de la població era de 17.639 $. Aproximadament el 12% de les famílies i el 15,6% de la població estaven per davall del llindar de pobresa.

## Poblacions properes
El següent diagrama mostra les poblacions més properes.